# Dialekty języka arabskiego
     1: Hassanijja (Hassaniyya)
     2: Marokańska odmiana języka arabskiego (marokański arabski)
     3: Język arabski saharyjski (aao)
     4: Dialekt algierski (algierski arabski)
     5: Dialekt tunezyjski (tunezyjski arabski)
     6: Dialekt libijski (ayl)
     7: Dialekt egipski języka arabskiego (egipski arabski)
     8: Dialekt wschodnioegipski (avl)
     9: Dialekt Saidi (Saʽidi Arabic)
     10: Czadyjska odmiana języka arabskiego (arabski (Czad))
     11: Sudańskie (apd)
     12: Kreolski sudański (pga)
     13: Dialekt nadżdyjski (arabski nadżdyjski)
     14: Palestyńsko-jordańskie (ajp)
     15: Dialekty syryjsko-palestyńskie (Levantine Arabic)
     16: Dialekty syryjsko-mezopotamskie (ayp)
     17: Dialekty mezopotamskie języka arabskiego (Iraqi Arabic)
     18: Język arabski rejonu Zatoki Perskiej (afb)
     19: Dialekt baharny (abv)
     20: Dialekt hidżazi (acw)
     21: Dialekt Shihhi (ssh)
     22: Dialekt omański (acx)
     23: Dialekt zufaryjski (adf)
     24: Dialekt sanaański (ayn)
     25: Dialekt adenski (acq)
     26: Dialekt hadrami (ayh)
     27: Dialekt uzbecki (auz)
     28: Dialekt tadżycki (abh)
     29: Dialekt cypryjski języka arabskiego (acy)
     30: Język maltański (maltański)
     31: Język nubiski (kcn)
     Słabo zaludniony obszar lub brak rdzennych użytkowników języka arabskiego.

Mapa rozmieszczenia geograficznego różnych dialektów języka arabskiego uznawanych za języki przez standard ISO 639-3, w tym języki kreolskie oparte na języku arabskim, ale z wyłączeniem języków judeoarabskich.
1: Hassanijja
2: Marokańska odmiana języka arabskiego
3: Język arabski saharyjski
4: Dialekt algierski
5: Dialekt tunezyjski
6: Dialekt libijski
7: Dialekt egipski języka arabskiego
8: Dialekt wschodnioegipski
9: Dialekt Saidi
10: Czadyjska odmiana języka arabskiego
11: Sudańskie
12: Kreolski sudański
13: Dialekt nadżdyjski
14: Palestyńsko-jordańskie
15: Dialekty syryjsko-palestyńskie
16: Dialekty syryjsko-mezopotamskie
17: Dialekty mezopotamskie języka arabskiego
18: Język arabski rejonu Zatoki Perskiej
19: Dialekt baharny
20: Dialekt hidżazi
21: Dialekt Shihhi
22: Dialekt omański
23: Dialekt zufaryjski
24: Dialekt sanaański
25: Dialekt adenski
26: Dialekt hadrami
27: Dialekt uzbecki
28: Dialekt tadżycki
29: Dialekt cypryjski języka arabskiego
30: Język maltański
31: Język nubiski
Słabo zaludniony obszar lub brak rdzennych użytkowników języka arabskiego.
Pełne wypełnienie obszaru: odmiana, której używa natywnie co najmniej 25% populacji tego obszaru lub odmiana występująca tylko na tym obszarze.
Obszar zakreskowany: mniejszość rozproszona po obszarze.
Obszar zakropkowany: osoby posługujące się tą odmianą języka mieszają się z osobami posługującymi się innymi odmianami języka arabskiego na danym obszarze.

Dialekty języka arabskiego rozciągają się na całym obszarze świata arabskiego, ale występują także poza obszarem, gdzie dominuje język arabski (mowa o tzw. „wyspach języka arabskiego”).
Istnieją trzy rodzaje podziału dialektów: systemowy – na dialekty beduińskie i ludności osiadłej (miejskie i wiejskie), komunalny oraz geograficzny.
Główny podział geograficzny na dialekty wschodnie i zachodnie przebiega wzdłuż granicy egipsko-libijskiej. Podstawową różnicą między obiema grupami jest forma czasownika w 1. osobie liczby pojedynczej czasu teraźniejszego, a więc odpowiednio na Wschodzie jest to ʔaktub, a na Zachodzie naktub. Różnica w liczbie mnogiej polega na dodaniu sufiksu lub prefiksu. Na Wschodzie 1 osoba liczby mnogiej czasu teraźniejszego brzmi naktub, a na Zachodzie naktubu.
Na rozwój dialektów arabskich duży wpływ miały różne substraty – na terenie Bliskiego Wschodu substratem stał się głównie aramejski, w mniejszym stopniu także języki kananejskie, a w Afryce – języki berberyjskie.

## Podział geograficzny dialektów języka arabskiego

### Wschód
- Dialekty Półwyspu Arabskiego

wschodnie (północno-wschodnie lub nadżdyjskie)
zachodnie (hidżazyjskie)
południowe
północno-zachodnie
- Dialekty mezopotamskie

typu qəltu
typu gilit
- Dialekty syryjsko-palestyńskie

libańsko-środkowosyryjskie
północnosyryjskie
palestyńsko-jordańskie
- Dialekty egipsko-sudańskie

Delty Nilu
Kairu
południowe
centralne
Górnego Nilu

### Zachód
- Dialekty hilalickie

sulajmickie
wschodniohilalickie
centralne hilalickie
dialekty Maʕqil
- Dialekty prehilalickie

wschodnie
zachodnie